# Закиров, Линар Рустамович
Линар Рустамович Закиров — бывший мэр города Бугульмы, был избран на должность 22 сентября 2014 года, сложил полномочия 28 апреля 2025 года.

## Биография
Линар Рустамович Закиров родился 13 октября 1976 года в городе Бугульма, Республика Татарстан.
В 1999 году окончил Казанский юридический институт МВД России по специальности «Юриспруденция». Так же имеет второе высшее образование по специальности «Мировая экономика». В 2009—2011 годах прошёл обучение в Высшей школе экономики» (город Москва) по программе «Стратегический менеджмент и муниципальное управление». В 2011—2012 годах получил дополнительную квалификацию «Мастер делового администрирования — Master of Business Administration (MBA), политические и бизнес-коммуникации».
В настоящее время женат, воспитывает двух сыновей.

## Работа
1996—1999 гг. — командир отделения Казанского филиала Юридического института МВД России.
1999—2001 гг. — эксперт отделения бухгалтерских ревизий Межрегионального отделения милиции по линии экспертной криминалистики при МВД РФ по РТ.
2001—2003 гг. — старший преподаватель, директор Культурного центра МВД РТ.
2003—2009 гг. — начальник Культурного центра МВД РФ по РТ.
2009—2011 гг. — председатель Комитета по делам детей и молодежи Исполнительного комитета муниципального образования г. Казани.
С 2010 года — эксперт Общественного совета МВД РФ по РТ.
В октябре 2011 года назначен Префектом территории «Старый город» Исполнительного комитета муниципального образования г. Казани.
22 сентября 2014 г. решением XXXXII сессии Совета Бугульминского муниципального избран главой Бугульминского муниципального района.
С 3 августа 2014 года Депутат Бугульминского городского Совета по «Промышленному» избирательному округу № 13.
С 29 июня 2016 года избран Президентом Федерации тяжелой атлетики Республики Татарстан.

## Награды
- 2002 год — Медаль «200 лет МВД России»[6]
- 2005 год — Медаль «В память 1000-летия Казани»
- 2005 год — Медаль «За отличие в службе»
- 2008 год — Медаль «За доблесть в службе»
- 2010 год — Медаль «За заслуги в проведении Всероссийской переписи населения 2010 года»
- 2011 год — Памятная медаль «За службу в милиции»
- 2012 год — Благодарственное письмо Кабинета Министров Республики Татарстан
- 2013 год — Благодарность Мэра за совместную работу по подготовке и проведению XXVII Всемирной летней универсиады 2013 года в г. Казани
- 2013 год — Памятная медаль Президента Российской Федерации В. В. Путина «XXVII Всемирная летняя универсиада 2013 года в г. Казани»
- 2016 год — Министром обороны Российской Федерации генералом армии С. Шойгу присвоен личный номер и воинское звание «Лейтенант по центральному военному округу»
- 2016 год — Медаль Министерства обороны Российской Федерации «За укрепление боевого содружества»